# Teodomer
Teodomer, tudi Tevdomer, je bil frankovski kralj, ki je vladal v 5. stoletju.  
Bil je sin Rikomerja in njegove žene Ascile. Njegov oče bi lahko bil rimski poveljnik Rikomer. Če je bilo to res, je bil Teodemer Arbogastov bratranec. 
O Teodemerju ni veliko znanega. Po Gregorju iz Toursa je neznano kdaj po padcu uzurpatorja Jovina (vladal 411–413), izbruhnila vojna med Franki in Rimljani. Franki so podpirali Jovina. Teodemer in njegova mati Ascila sta bila po porazu frankovske vstaje, v kateri so se pojavili "dolgolasi kralji", usmrčena z mečem. Teodemer naj bi vladal pred kraljem Klodionom, čeprav Fredegarjeva kronika omenja Klodiona kot Teodemerjevega sina.